# Renault Symbioz
La Renault Symbioz è un crossover di segmento C prodotta dalla casa automobilistica francese Renault.
Si tratta di una versione allungata della Captur II, costruita sulla piattaforma CMF-B HS condivisa con la Renault Clio V e la Nissan Juke. Il modello è stato annunciato nel febbraio 2024 ed è stato presentato nel maggio successivo.

## Descrizione
La Symbioz è stata annunciata l'8 febbraio 2024. Il nome viene dalla parola greca "symbiosis", che significa "vivere insieme".
La Symbioz deriva dalla seconda generazione della Captur, rispetto alla quale è più lunga di 19 centimetri. La lunghezza complessiva è di 441 centimetri. Uno dei punti di forza rispetto alla più piccola Captur è il baule, che ha una capacità minima di 492 litri ma può arrivare a 624 litri facendo scorrere il divano posteriore in avanti.
Una delle novità principali per la categoria è l'adozione del tetto panoramico "Solar Bay" (a richiesta), che sfrutta dei cristalli liquidi inseriti all'interno del vetro per oscurarlo o renderlo trasparente (sostituendo la più comune tendina parasole) col solo tocco di un pulsante.
L'unico motore disponibile per il mercato italiano è il 1.6 full-hybrid E-tech da 145 cavalli.